# Dorfkirche Bärenwalde

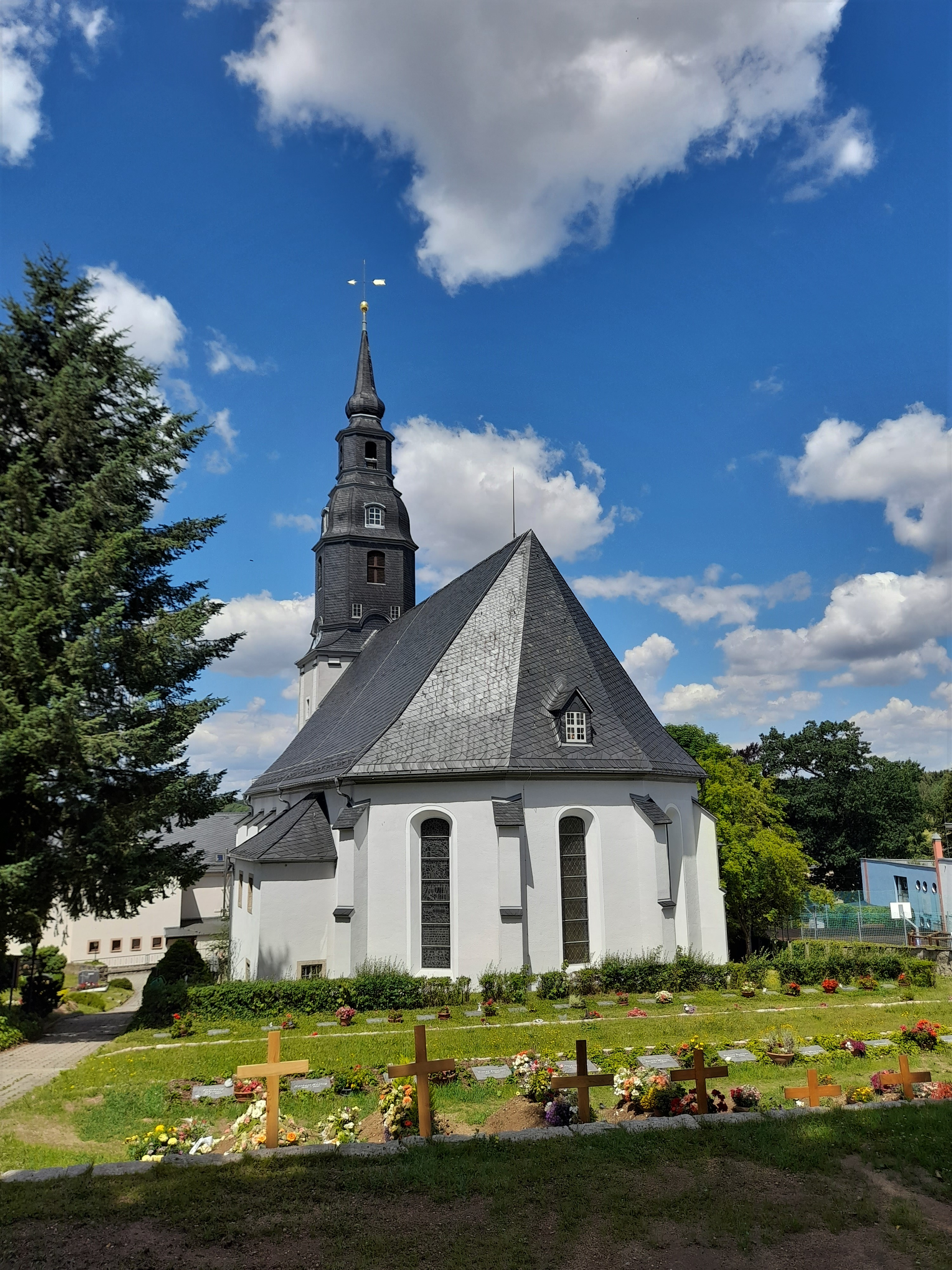
Dorfkirche Bärenwalde

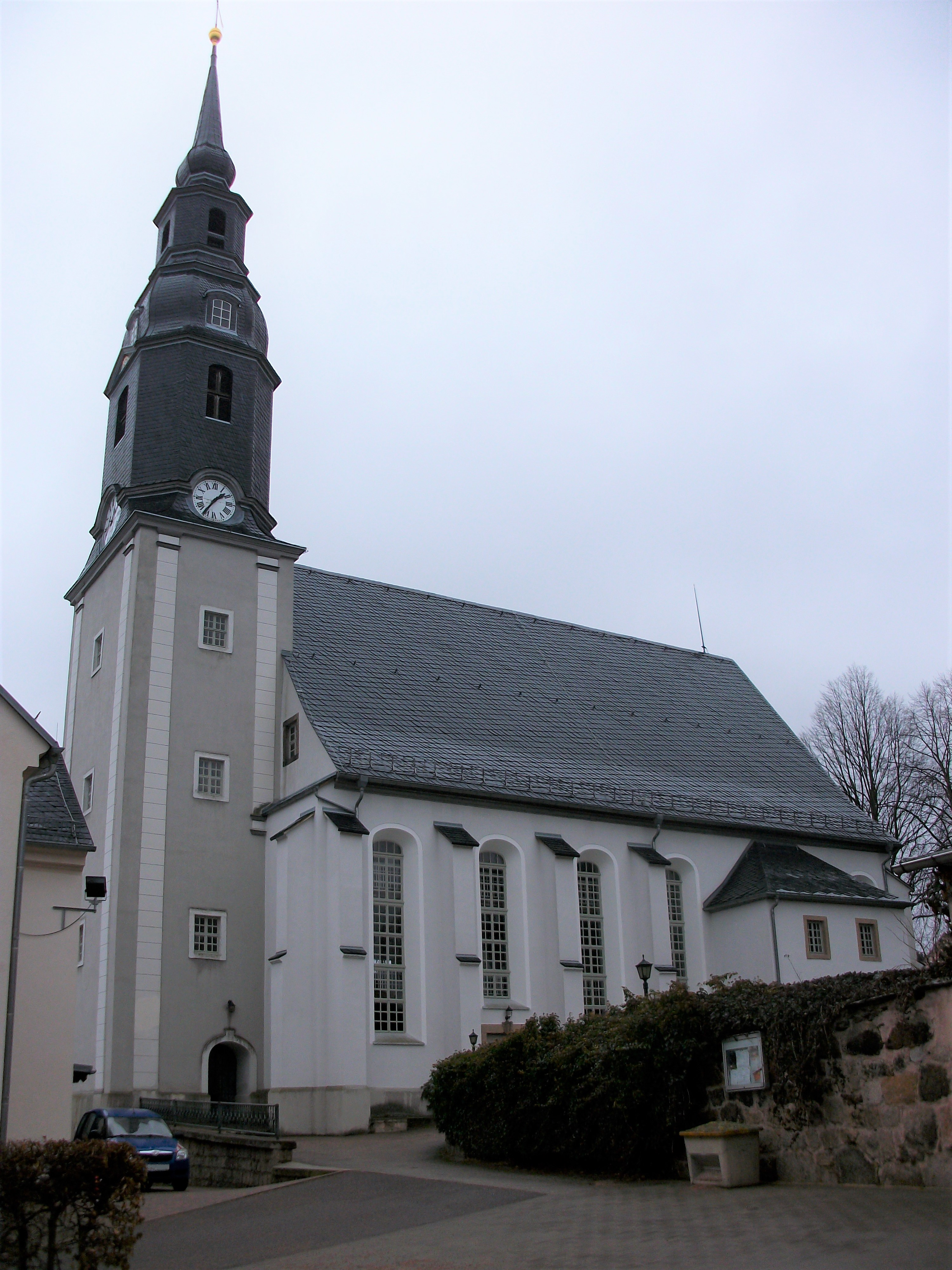
Südwestansicht

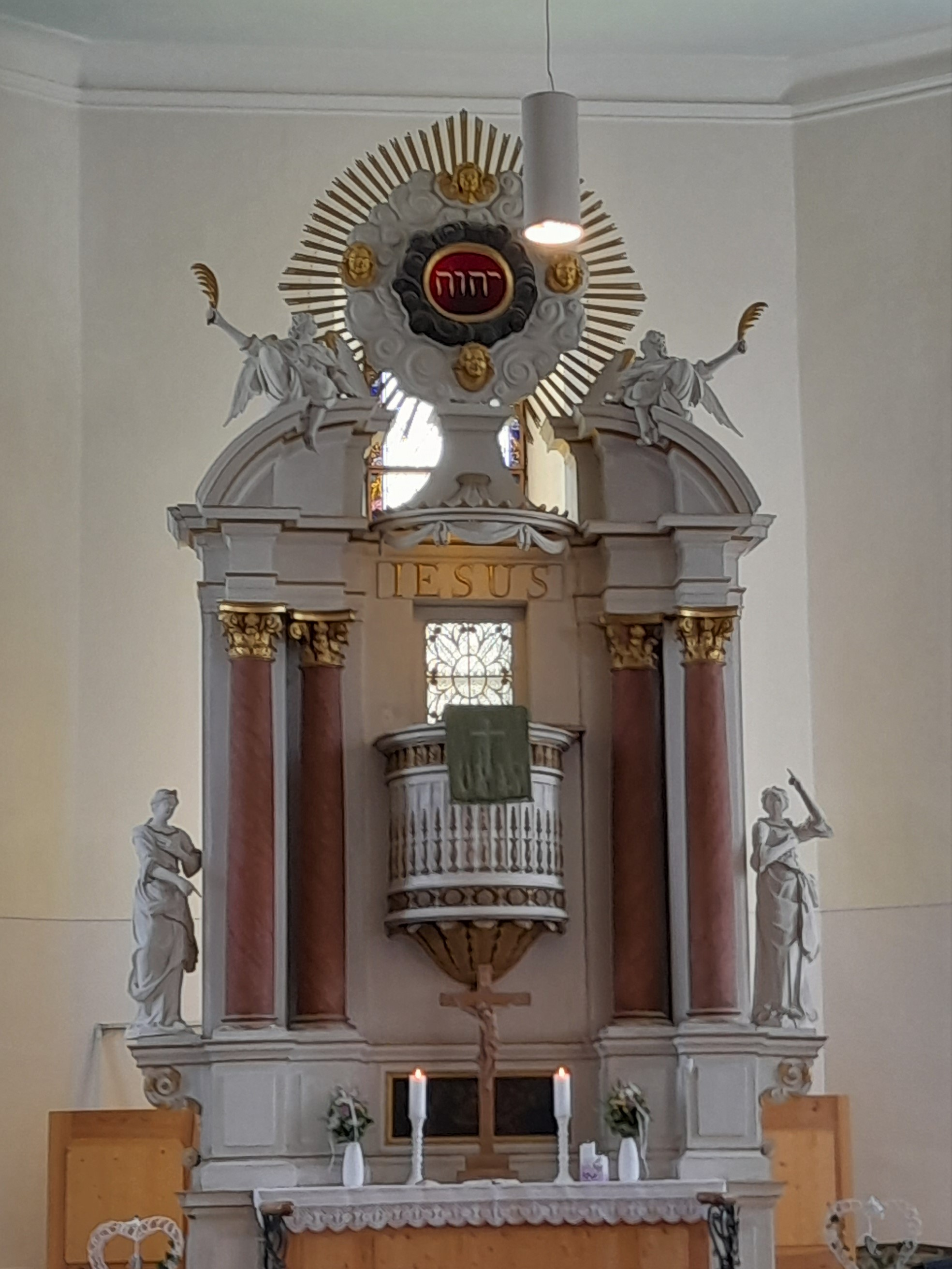
Altar

Die evangelische Dorfkirche Bärenwalde ist eine große barocke Saalkirche im Ortsteil Bärenwalde von Crinitzberg im Landkreis Zwickau in Sachsen. Sie gehört zur Kirchengemeinde Bärenwalde-Hartmannsdorf im Kirchenbezirk Zwickau der Evangelisch-Lutherischen Landeskirche Sachsens.

## Geschichte und Architektur
Die große Saalkirche mit mehrfach gegliedertem Turmaufsatz wurde in den Jahren 1732–1736 anstelle des Vorgängerbauwerks erbaut; der Westturm stammt aus dem Jahr 1775. Restaurierungen erfolgten in den Jahren 1833 und 1933. Das Bauwerk ist ein Putzbau mit dreiseitig geschlossenem Chor. Das gotisierende Äußere wird durch Strebepfeiler und hohe schmale Fenster geprägt und durch einen stattlichen Westturm mit reich gegliederter Haube akzentuiert.
Im Inneren ist das Bauwerk flachgedeckt und wird durch die einheitliche Ausstattung bestimmt. Im Saal sind zweigeschossige Emporen eingebaut, an der Chornord- und -südseite sind zweigeschossige Logen angeordnet, die mit Korbbogenöffnungen zum Chor versehen sind.

## Ausstattung
Das Hauptstück der Ausstattung ist ein weißer Kanzelaltar aus Holz mit einer Abendmahlsdarstellung von Gottfried Ettler aus Schneeberg aus dem Jahr 1733. Über schräg gestellten rötlichen Doppelsäulen ist ein gesprengter Giebel mit Genien und einer großen Gloriole angeordnet. Seitlich der Säulen stehen auf Konsolen zwei lebensgroße Personifikationen der Tugenden. Als Predellenbild dient eine Darstellung des Abendmahls von Konstantin Seitz aus Schneeberg aus der ersten Hälfte des 18. Jahrhunderts. Der Taufstein stammt etwa aus der gleichen Zeit.
Zwei Farbglasfenster mit Darstellungen der Verkündigung an die Hirten und der Frauen am Grab Christi stammen aus dem Jahr 1909.
Eine Besonderheit in der Region ist das fein gearbeitete Bornkinnel, das auf eine Stiftung aus dem Jahr 1673 zurückgeht und Johann Heinrich Böhme dem Älteren zugeschrieben wird.
Die Orgel war ein Werk von Christian Friedrich Poppe aus den Jahren 1795–98 mit 24 Registern auf zwei Manualen und Pedal, das 1960 durch ein Werk von Jehmlich unter Verwendung des alten Gehäuses und des Spielschranks ersetzt wurde.